# Сотворившая чудо (пьеса)
«Сотворившая чудо» (англ. The Miracle Worker) — пьеса в трёх актах драматурга Уильяма Гибсона, основанная на автобиографии слепоглухой американки Хелен Келлер. Пьеса впервые была поставлена в 1959 году и стала лауреатом премии «Тони» в пяти номинациях[≡].

## Действующие лица
- Хелен Келлер (англ. Helen Keller) — слепоглухая и немая девочка, дочь капитана Келлера и его жены Кэти, сестра Милдред и Джеймса.
- Энн Салливан (англ. Anne Sullivan) — учительница Хелен, выпускница Школы Перкинса для слепых. Брат Энн Джимми умер в детском приюте.
- Капитан Келлер (англ. Captain Keller) — отец Хелен, Джеймса и Милдред, супруг Кэти.
- Кэти Келлер (англ. Kate Keller) — супруга капитана Келлера, мать Милдред и Хелен, мачеха Джеймса.
- Джеймс Келлер (англ. James Keller) — сын капитана Келлера от первого брака, единокровный брат Хелен и Милдред.
- Тётя Ив (англ. Aunt Ev) — тётка Милдред, Джеймса и Хелен.
- Милдред (англ. Mildred) — младенец, дочь Кэти и капитана Келлера, сестра Хелен и Джеймса.
- Ананьос (англ. Anagnos) — директор Школы Перкинса для слепых.
- Перси (англ. Percy), Марта (англ. Martha) и Вини (англ. Viney) — слуги в доме Келлеров.

## Сюжет
В семье Келлеров рождается дочь Хелен. В возрасте девятнадцати месяцев она заболевает «воспалением мозга». Ей удаётся вылечиться, но она теряет способность слышать и видеть. Родители девочки не знают, как следует воспитывать такого ребёнка, и во всём потакают ей, из-за чего Хелен растёт непослушной и капризной.
Келлеры решают пригласить в дом учителя. Из Школы Перкинса для слепых им привозят Энн Салливан, молодую женщину, саму имеющую проблемы со зрением. Отец Хелен капитан Келлер сомневается, что мисс Салливан будет способна обучать слепоглухого ребёнка.
Жёсткие методы Салливан не нравятся капитану, и он принимает решение уволить учительницу. В ответ она просит дать ей две недели, в течение которых Хелен будет полностью изолирована от мира в небольшом доме и предоставлена Салливан. Родители девочки неохотно соглашаются.
Учительнице удаётся добиться успехов в обучении, но она не может добиться главного — Хелен должна понять, что у каждого предмета есть название. Отведённые Энн две недели заканчиваются; она уже собирается уезжать, как внезапно Хелен понимает, что особые прикосновения пальцев учительницы означают «вода».
Мисс Салливан остаётся в доме Келлеров, чтобы продолжить обучение своей подопечной.

## Постановки на Бродвее
Премьера пьесы на Бродвее состоялась 19 октября 1959 года. Всего прошло 719 показов, 1 июля 1961 года спектакль был закрыт. В качестве режиссёра выступал Артур Пенн, роль Энн исполняла Энн Бэнкрофт, Хелен — Патти Дьюк, капитана Келлера — Торин Тэтчер, Кэти — Патриция Нил, Ананьоса — Майкл Константин, Вини — Би Ричардс[≡].
Постановка была почти исключительно положительно воспринята критиками. В рецензии газеты «Time» критиком было написано, что «история, хотя и широко известная, приобретает потрясающе новую реальность и эффектность на сцене» (англ. a story that, however well known, acquires stunning new reality and affectingness on the stage). Также в статье были названы «великолепными» (англ. magnificent) игра исполнительниц главных ролей и режиссура Артура Пенна. Положительно оценил спектакль и рецензент газеты «The New York Times» Брукс Аткинсон, подчеркнувший эмоциональную силу (англ. emotional power) пьесы.
Пьеса была вновь поставлена на Бродвее в 2010 году, 3 марта состоялась её премьера. Роль Салливан исполняла Элисон Пилл, Хелен — Эбигейл Бреслин. Несмотря на высокие отзывы критиков, постановка провалилась и 4 апреля того же года была закрыта.

## Награды и номинации
| Награды и номинации | Награды и номинации | Награды и номинации         | Награды и номинации | Награды и номинации |
| Награда             | Год                 | Категория                   | Номинирован(а)      | Итог                |
| ------------------- | ------------------- | --------------------------- | ------------------- | ------------------- |
| Тони                | 1960                | Лучшая пьеса                | Уильям Гибсон       | Победа              |
| Тони                | 1960                | Лучшая женская роль в пьесе | Энн Бэнкрофт        | Победа              |
| Тони                | 1960                | Theatre World Award         | Патти Дьюк          | Победа              |
| Тони                | 1960                | Лучшая режиссура пьесы      | Артур Пенн          | Победа              |
| Тони                | 1960                | Лучший техник               | Джон Уолтерс        | Победа              |
| Тони                | 1960                | Лучший сценический дизайн   | Джордж Дженкинс     | Номинация           |

## Продолжение
В 1982 году Гибсон опубликовал продолжение пьесы, «Понедельник после чуда». В сиквеле описывается дальнейшая судьба Хелен и её учительницы. Мисс Салливан выходит замуж за университетского преподавателя Джона Мэйси, но в него влюбляется и Хелен. Мэйси не может сделать выбор между двумя женщинами и в конце концов покидает их обеих.

## Экранизации
В 1962 году вышла одноимённая экранизация Артура Пенна, режиссировавшего бродвейскую постановку «Сотворившей чудо». Главные роли в картине исполняли те же актёры, что и в спектакле.
В 1979 году вышел одноимённый ремейк фильма, срежиссированный Полом Аароном. Мелисса Гилберт исполнила роль Хелен, а Патти Дьюк, в первой экранизации игравшая Хелен, сыграла Салливан.
Второй ремейк фильма Пенна, также названный «Сотворившая чудо», вышел в 2000 году и был срежиссирован Надей Тэсс. Роль Салливан исполнила Элисон Эллиотт, Хелен — Халли Кейт Айзенберг.

## В массовой культуре
Пьеса была спародирована в мультсериале «Южный парк». В эпизоде «Хелен Келлер! Мюзикл» четвероклассники должны были поставить «Сотворившую чудо» ко Дню благодарения, причём роль Хелен отдали умственно отсталому ученику Тимми. Однако спектакль кажется детям недостаточно зрелищным, и они пытаются сделать свою постановку необычной: добавляют в неё танцы и песни, а между номерами собираются выставлять индюка, который будет развлекать публику цирковыми выступлениями.